# Marcel Bigeard
Marcel Bigeard (Toul, 14 de fevereiro de 1916 - Toul, 18 de junho de 2010) foi um militar francês, que combateu na Segunda Guerra Mundial, na Indochina e na Argélia. Tem a singularidade de ter sido incorporado como "soldado raso" (2e classe) em 1936 e de ter terminado a sua carreira militar em 1976 com a patente de Tenente-General (Général de corps d'armée). É um dos militares mais condecorados de França.
Foi um dos comandantes na batalha de Dien Bien Phu e é considerado por muitos como tendo sido uma influência dominante na "guerra não convencional" francesa desde então. Na Argélia, a 21 de Fevereiro de 1956, ao comando do 3º Regimento de Pára-quedistas Coloniais, realiza a primeira operação helitransportada da História.
Viveu os últimos anos na sua casa em Toul onde escrevia livros sobre a sua carreira militar e apresentava ideias sobre o futuro de França. Perto do fim da vida declarou (citação revelada pelo semanário Marianne): "Je suis le dernier des cons glorieux" (“Sou o último dos gloriosos estúpidos”).